# Wilhelm Knoll
Ne doit pas être confondu avec Wilhelm Knoll (homme politique).
Wilhelm Knoll, né le 29 janvier 1879 à Frauenfeld et mort le 29 septembre 1958 à Alpnachstad (de), est un médecin suisse.

## Biographie
Pendant les Jeux olympiques d'hiver de 1928, Wilhelm Knoll est l'un des membres fondateurs et le premier président de la Fédération internationale de médecine du sport. Pendant cette édition des Jeux, il dirige une étude qui, avec plusieurs médecins, analysent les performances des sportifs de cette olympiade.
Il est également professeur de l'Université de Hambourg. 

## Publications
Il publie de nombreux articles de médecine, sur le sport et notamment sur le ski.

### Articles
- (de) Wilhelm Knoll, « Aerztliche Untersuchungen von Skiwettläufern », Ski : Jahrbuch des Schweizerischen Ski-Verbandes, vol. 15,‎ 1920 (lire en ligne)
- (de) Wilhelm Knoll, « Aerztliche Untersuchungen von Skirennfahrern 1921 », Ski : Jahrbuch des Schweizerischen Ski-Verbandes, vol. 16,‎ 1921 (lire en ligne)

### Livres
- (de) Wilhelm Knoll, Zwei Fälle von Ruptur-Aneurysma der Aorta, 1904
- (de) Wilhelm Knoll, Zur Morphologie des Tuberkulosevirus, 1910
- (de) Wilhelm Knoll, Die Skrofulosen der Züricher Heilstätte von 1885-1911, 1913
- (de) Wilhelm Knoll, Jodiperol, ein Mittel zur Bekämpfung der Wundinfektion, 1916
- (de) Wilhelm Knoll, Die sportärztlichen Ergebnisse der II. Olympischen Winterspiele in St. Moritz 1928, Bern, Paul Haupt, 1928.